# 極限ブラックホール
理論物理学では、極限ブラックホール（きょくげんブラックホール、extremal black hole）は、与えられた電荷と角運動量を持つことと整合する、可能な限り最小の質量を持つブラックホールである。言い換えると、極限ブラックホールは、固定した定数の速度で回転して存在することのできる最小の可能なブラックホールである。
超対称性理論では、極限ブラックホールは超対称的である。極限ブラックホールは一つまたはそれ以上の超電荷の下で不変である。このことは BPS境界(BPS bound)の結果である。そのようなブラックホールは静的でありホーキング輻射しない。これらのブラックホールエントロピーは、弦理論で計算することが可能である。
セーン・キャロル(Sean Carroll)により、極限ブラックホールのエントロピーは 0 であることが示唆されている。キャロルは、エントロピーの欠如することを、ブラックホールがその中にの別の次元を作ることにより説明した。